# Edmunds Āboliņš
Edmunds Āboliņš (* 15. Märzjul. / 28. März 1907greg. in Wizebsk; † unbekannt) war ein lettischer Fußballspieler und Trabrennfahrer.

## Karriere und Leben
Edmunds Āboliņš wurde im Jahr 1907 in Wizebsk im heutigen Belarus in die Familie von Artūrs Āboliņs und seiner Frau Paulīne (geb. Dzilne) geboren. Er besuchte die Grundschule und das Realgymnasium in Riga. In den Jahren 1930 und 1931 leistete er seine Wehrpflicht im 6. Rigaer Infanterieregiment ab. Im Jahr 1934 begann er ein Studium an der Technischen Fakultät der Universität Lettlands.
Āboliņš spielte von 1929 bis 1933 als Fußballspieler für den LSB Riga, davon vier Jahre in der Virsliga der höchsten lettischen Spielklasse. Mit der Zeit wurde er einer der bekanntesten Fußballspieler von LSB und Kapitän der Mannschaft. Als er sein Studium an der Universität Lettlands aufnahm, wurde er Mitglied der Universitätsmannschaft, die er bis zur Besetzung des Landes im Jahr 1940 vertrat.
Neben dem Fußball war Āboliņš zweite Leidenschaft der Pferdesport. Ende der 1930er Jahre widmete er sich diesem Sport immer mehr und nahm an Trabrennen teil. Er war mehrmals erfolgreich im Rigaer Hippodrom, das auch seine Arbeitsstätte war, und gewann unzählige Wettbewerbe.
Im Juni 1941 wurde Āboliņš in ein sowjetisches Gulag deportiert. Sein weiteres Schicksal ist ungeklärt.

## Weblink
- Lebenslauf bei kazhe.lv (lettisch)